# Mohammed Al-Musalami
Mohammed Saleh Ali Al-Musalami (27 de abril de 1990) é um futebolista profissional omani que atua como defensor.

## Carreira
Mohammed Al-Musalami representou a Seleção Omani de Futebol na Copa da Ásia de 2015.